# 三橋良菜
三橋 良菜（みはし りょうな、2000年7月18日 - ）は、日本の歌手で、元ガールズ・パフォーマンス工房「PLUS DOLL FACTORY」のプロジェクトメンバー。
愛知県出身。身長は156センチメートル。

## 略歴
- 2019年、『PLUS DOLL FACTORY|PLUS DOLL オーディション』に合格、同プロジェクト所属アーティストとして活動する。
- 2020年、『真夜中のおバカ騒ぎ』（千葉テレビ、TOKYO MX）のレギュラーとして活動する。
- 2021年、GSM Entertainment退所。

## 人物
- 妥協を許さない性格と持ち前のキャラクターを活かし、様々な年代に受け入れられる。

## 出演

### テレビ
- 真夜中のおバカ騒ぎ（2020年6月4日 - 、千葉テレビ、TOKYO MX）

### ウェブメディア
- 武田知沙のアイドル研究室 ハロラボ（2020年3月14日、GYAO）

### ラジオ
- United North 犬山祭 スペシャル（2019年4月6日、愛知北エフエム放送）アシスタントMC
- 平田真弥のご縁よろしく（2019年9月20日、愛知北エフエム放送）

### イベント
- 四会町サマー・フェスタ2019（2019年8月3日、愛知県・愛西市）
- エンタメ・ハワイ in 金山夏祭り2019（2019年8月4日、東京都・アスナル金山）
- SAKAE MUSIC FES2019（2019年8月10日 - 8月12日、愛知県・栄広場）